# 艾拉·格什温
艾拉·格什温（1896年12月6日—1983年8月17日）是一位美国作词家，他与弟弟作曲家乔治·格什温合作，创作了不少20世纪经典英语歌曲，如《I Got Rhythm》。此外他还与乔治一起创作了十几部百老汇剧作。1937年乔治英年早逝后，艾拉与作曲家杰罗姆·科恩、寇特·威爾、哈利·華倫和哈罗德·阿伦等合作继续创作。

## 生平
格什温出生于美国纽约曼哈頓埃尔德里奇街60号，父母是来自圣彼得堡的俄罗斯犹太人莫伊舍（Moishe）和罗斯·格肖维茨（Rose Gershovitz；原姓Bruskin），两人于1891年移民到美国。除去乔治外，他还有一个弟弟亚瑟和一个妹妹弗朗西斯。早在他们的孩子成名之前，莫伊舍夫妇就将姓氏改为“Gershwine”（或Gershvin，但并非后来用的Gershwin）。
1914年，他毕业于汤森哈里斯高中（Townsend Harris High School），这是一所招收高智商学生的公立学校，在那里他遇到了终生好友叶·哈伯格，也喜欢上吉爾伯特與薩利文。他曾就读于纽约市立学院，但最终退学。
乔治从18岁起就开始作曲，而艾拉则在他父亲的土耳其浴室担任收银员，直到1921年才开始涉足音乐，为《两个穿蓝衣服的小女孩》（Two Little Girls in Blue）作曲。为了不利用乔治的名声，艾拉以弟弟、妹妹的名字取了笔名“亚瑟·弗朗西斯”。他的歌词大获好评，迅速进入演艺圈。同年晚些时候，格什温兄弟首次在《危险女仆》（A Dangerous Maid）中合作。
1924年两人联手为《Lady, Be Good》创作音乐，大获好评。他们共同为超过12场戏剧和4部电影创作了音乐，作品包括《我爱的人》《迷人的旋律》《有人守护我》《I Got Rhythm》和《他們拿不走的》等。他们的合作一直持续到1937年乔治因脑瘤突然去世。哥哥去世后，艾拉休息了近三年才开始重新写作。
复出后，艾拉与杰罗姆·科恩、寇特·威爾和哈罗德·阿伦合作。14年里，艾拉·格什温为许多电影和百老汇作品创作了歌词。但1946年《公园大道》 （Park Avenue；与作曲家阿瑟·施瓦茨合写）的失败让他告别了百老汇。
1947年，他将乔治未出版的11首歌曲谱词用到电影《令人震惊的朝圣者小姐》中。他最后一个重要作品是1954年电影《星海浮沉錄》的插曲。

## 个人生活
他于1926年与莱奥诺尔（Leonore；娘家姓Strunsky）结婚。1983年8月17日，他因心脏病在加利福尼亚州比佛利山去世，享年86岁，安葬于纽约哈德逊河畔黑斯廷斯的威彻斯特山公墓。

## 荣誉
艾拉·格什温的三首歌曲（《They Can't Take That Away From Me》（1937年）、《Long Ago (And Far Away)》（1944年）和《 The Man That Got Away》（1954年））获得奥斯卡最佳原创歌曲奖提名。 
1932年，他与乔治·S·考夫曼和莫里·里斯金德一起凭借《Of Thee I Sing》获得普利策戏剧奖。 
1988年，加利福尼亚大学洛杉矶分校设立了乔治·格什温和艾拉·格什温终身音乐成就奖。

## 遗产
1987年，艾拉的遗孀莱奥诺尔在纽约市下东区埃尔德里奇街185号建立了艾拉·格什温识字中心（Ira Gershwin Literacy Center），旨在向西班牙裔和华裔美国人提供英语课程。
许多乔治和艾拉·格什温的作品和档案收藏于美国国会图书馆。德克萨斯大学奥斯汀分校哈里·兰塞姆人文研究中心（Harry Ransom Humanities Research Center）也收藏有其手稿。
2007年，国会图书馆以他和乔治的名字命名了流行歌曲奖格什温奖。